# Aubette (Strasbourg)
Pour les articles homonymes, voir Aubette.
Le bâtiment de l'Aubette de Strasbourg est un long immeuble de facture classique, fermant la face nord de la place Kléber, la place centrale de Strasbourg. Ancien bâtiment militaire puis centre de loisirs, il fut construit de 1765 à 1778.
Le bâtiment de l'Aubette est pendant un siècle à destination militaire : il est prévu pour abriter des logements et un corps de garde. Son nom correspond sans doute à l'un des sens anciens du mot aubette (abri). On dit aussi qu'il viendrait du mot aube, car c'était à l'aube qu'on y donnait le mot d'ordre.
Comportant plusieurs salles dont un « ciné-dancing » et un « foyer-bar », le complexe de loisirs de l'Aubette est inauguré le 16 février 1928. Le bâtiment est classé monument historique depuis 1929, ainsi qu'en 1985 et 1989. Il fait aujourd'hui partie des musées de la ville de Strasbourg sous le nom d'« Aubette 1928 ».

## Un élément d'un vaste projet d'embellissement
Ce bâtiment faisait partie du projet de place d'Armes élaboré par Jacques-François Blondel, architecte du roi, dans le cadre d'un plan directeur destiné à moderniser et embellir la cité.
À cet effet, Blondel prévoit de régulariser l'espace de la place en accentuant sa forme en fer-à-cheval. Les deux côtés, au nord et au sud, sont infléchis par des façades reprenant l'élévation du bâtiment militaire de l'Aubette. À l'ouest, un arc de cercle, prévu à l'origine pour une salle de spectacles, est réservé à une vaste auberge, la future Maison rouge.
La conjoncture pré-révolutionnaire et le manque de finances entraveront ce programme ambitieux, qui ne sera concrétisé qu'avec le bâtiment de l'Aubette.
Au XIXe siècle, l'Aubette abrite le bureau de l'état-major et un café-concert au premier étage. Celui-ci cède sa place en 1869 au musée municipal de peinture et de sculpture.

## Reconstruction  et nouvelle destination

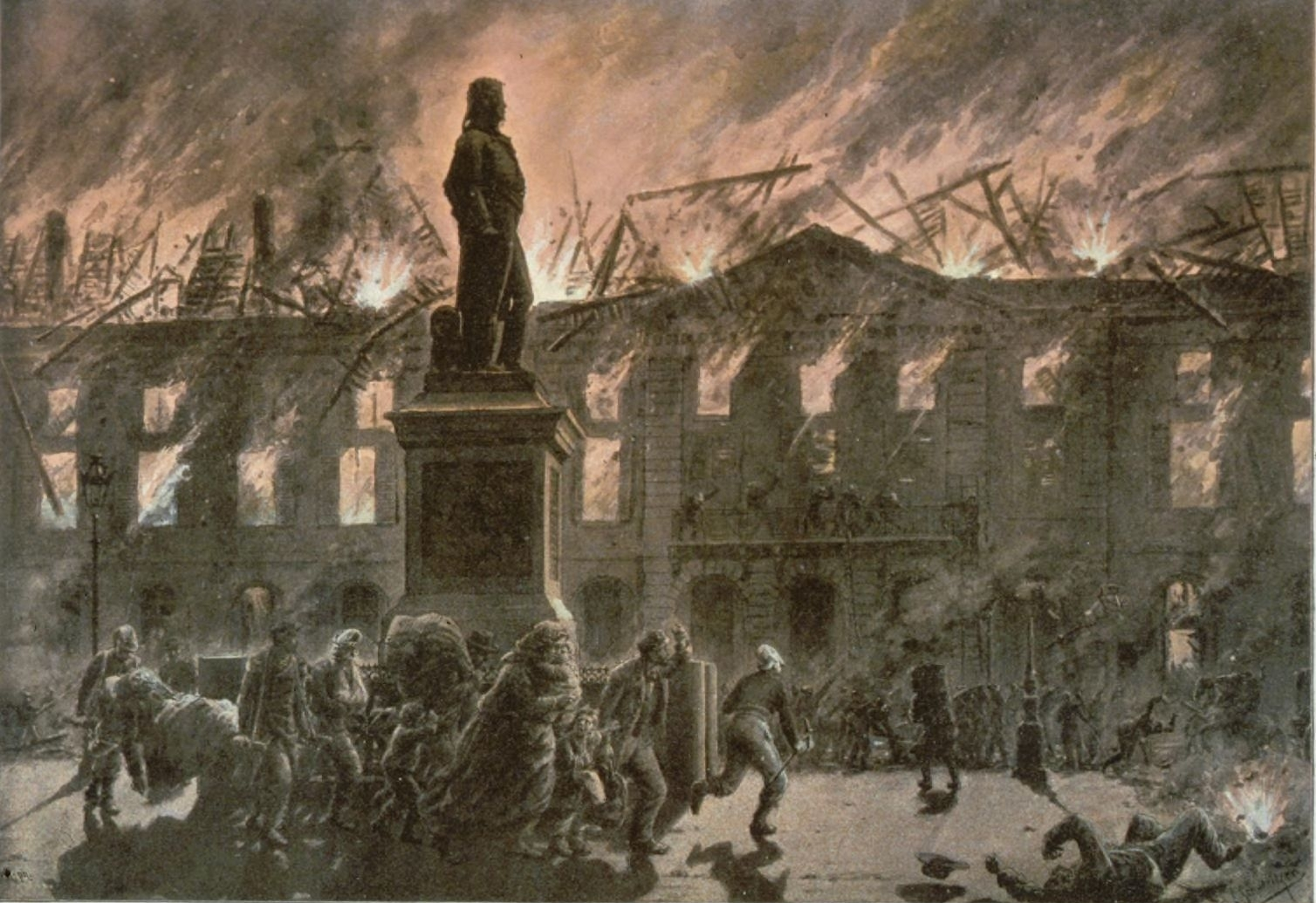
L'incendie de l'Aubette dans la nuit du 24 août 1870 (Émile Schweitzer).

Lors de la guerre franco-allemande de 1870, les troupes allemandes font le siège de la ville et la bombardent. Le 24 août 1870, l'Aubette et son musée sont détruits par un violent incendie qui ne laisse subsister que la façade.
L'architecte officiel de la Ville de Strasbourg, Jean Geoffroy Conrath, dirige la reconstruction à partir de 1873, conserve la façade tout en y apposant des ajouts sculptés et réalise un nouveau toit en ardoise à comble brisé tout à fait étranger au projet de Blondel. La façade est alors ornée de médaillons représentant les portraits de musiciens célèbres (Mozart, Haendel, Gluck, Mendelssohn...) La réhabilitation du bâtiment est achevée en 1877.
Le rez-de-chaussée est désormais occupé par des boutiques, le premier étage par le conservatoire de musique et une grande salle de concert.

## Un monument de l'avant-garde des années 1920
En 1922, les Mulhousiens Paul et André Horn, respectivement architecte et pharmacien sollicités pour des travaux d'aménagement et de réaménagement urbain, deviennent les concessionnaires de l'aile droite du bâtiment. Ils projettent d'y installer un vaste complexe de loisirs comprenant une dizaine de salles dont un bar américain, un caveau-dancing, un restaurant, une salle de billard, un ciné-bal, une salle des fêtes et un foyer-bar.
De 1922 à 1926, Paul Horn réalise les premiers plans intérieurs avant de confier à Jean Arp et son épouse Sophie Taeuber-Arp le projet de moderniser l'aile droite du bâtiment. L'entreprise débute véritablement avec le concours de leur ami Theo van Doesburg, critique d'art, peintre, architecte et fondateur de la revue De Stjil (1917). Les travaux d'aménagement se déroulent de 1926 à 1928.

### Une œuvre d'art totale
Van Doesburg voit dans l'aménagement de l'Aubette l'occasion parfaite d'appliquer ses principes esthétiques dérivés du néo-plasticisme, alors en vogue en Europe, dans la conception de l'espace et de la décoration. Les trois artistes s'accordent sur l'adoption d'un vocabulaire élémentaire abstrait, seul capable d'engendrer un nouvel art de vivre, individuel et collectif. La recherche d'un art nouveau non figuratif, à même selon Arp de "guérir l'homme de la folie furieuse de ces temps", fait du projet une aventure esthétique mais la rattache également à une utopie sociale et politique.
L'espace de rencontre et de loisirs est appréhendé comme une œuvre d'art totale, fondée sur le dialogue entre les arts, et prenant en compte tous les éléments, depuis "l'enseigne lumineuse jusqu'aux poignées de porte" (van Doesburg). L'aménagement des salles privilégie l'harmonie d'ensemble et la fluidité du parcours.

### Un complexe de loisirs d'un genre nouveau
Le complexe de loisirs comprenait à l'origine quatre niveaux (sous-sol, rez-de-chaussée, entresol, premier étage) dont les trois artistes se répartissent l'aménagement. Au premier étage, le foyer-bal est conçu par Sophie Taeuber-Arp, tandis que le ciné-bal et la salle des fêtes reçoivent des décors géométriques réalisés par van Doesburg. Au sous-sol se trouvaient le bar américain et le caveau-dancing décorés par Arp de formes souples d'inspiration biomorphique qui tranchent avec l'esprit géométrique des autres compositions. Au rez-de-chaussée, l'aménagement du café-brasserie et du restaurant est confié Théo van Doesburg, celui du bar et du "Five O'Clock" (salon de thé-pâtisserie) à Sophie Taeuber-Arp. Cette dernière conçoit également la salle de billard à l'entresol.
L'Aubette a constitué l'un des programmes les plus ambitieux réalisés par l'avant-garde des années 1920, au point que les commentateurs les plus enthousiastes qualifièrent le bâtiment de « chapelle Sixtine de l'art moderne ».

### Un mobilier épuré et fonctionnel
L'ameublement de l'Aubette n'est connu que par des esquisses et quelques pièces de mobilier conservées. Les meubles ont été fabriqués en série en respectant les théories du mouvement De Stijl. Leur aspect épuré et fonctionnel découle d'une conception qui valorise la machine et la technique aux dépens de l'expression personnelle. Les tables sont composées de piétements en tubes d'acier et d'un plateau constitué de petites planches de bois recouvertes d'une mince couche de contreplaqué puis de linoléum. Le mobilier joue de contrastes multiples (courbe et orthogonalité, plein et vide, clair et foncé) qui répondent à la recherche "d'unité plastique" prônée par Van Doesburg.

### Une redécouverte tardive
En 1938, les frères Horn cessent d'être gérants et leur successeur décide de masquer les décorations défraîchies et dont l'aspect avant-gardiste n'avait pas suscité l'adhésion populaire des Strasbourgeois. Elles sont redécouvertes dans les années 1970 et classées monuments historiques en 1985 (ciné-dancing et escalier d'accès au premier étage) et 1989 (foyer-bar et salle des fêtes).

Le ciné-bal et la salle des fêtes au premier étage de l’Aubette
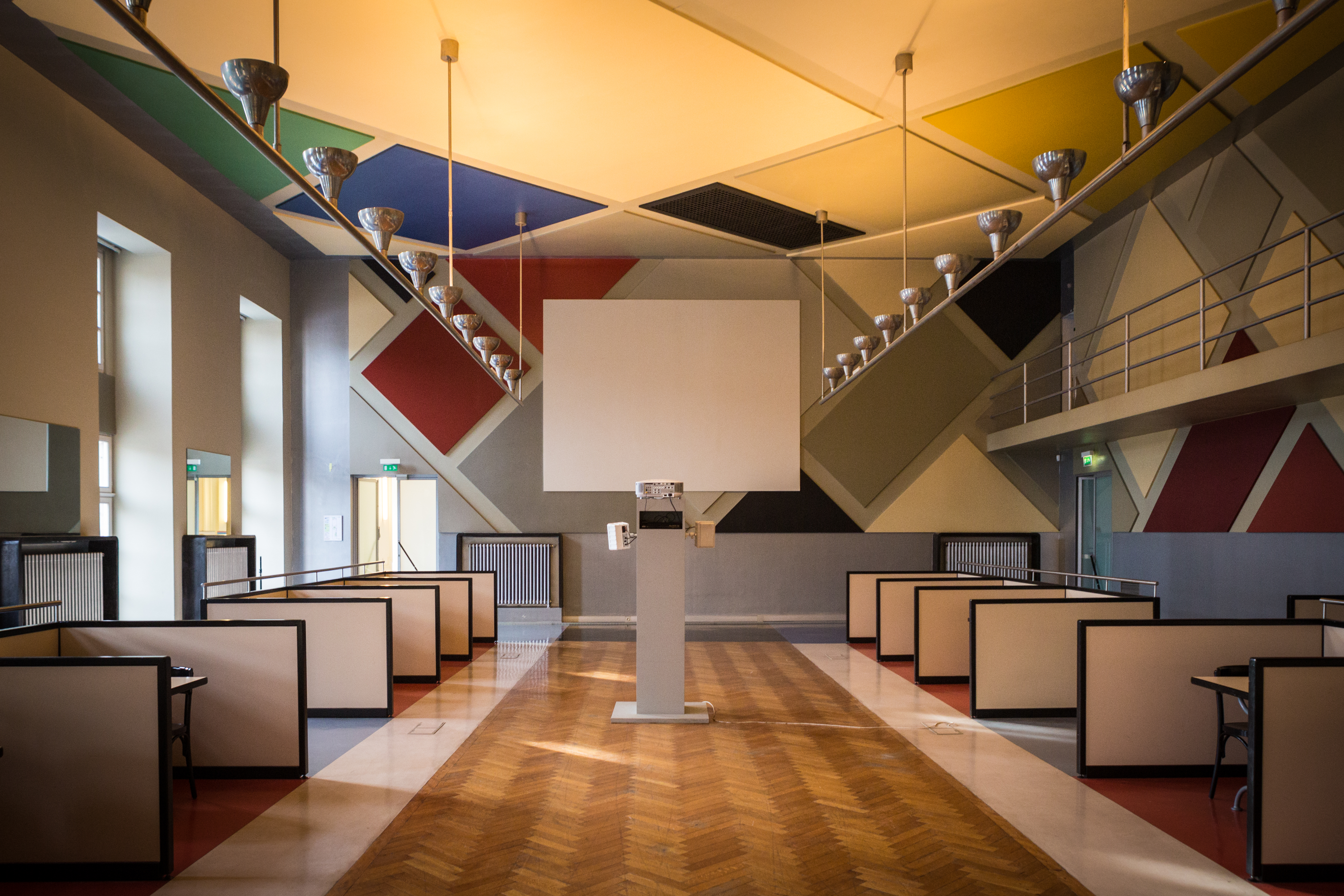
Ciné-bal.
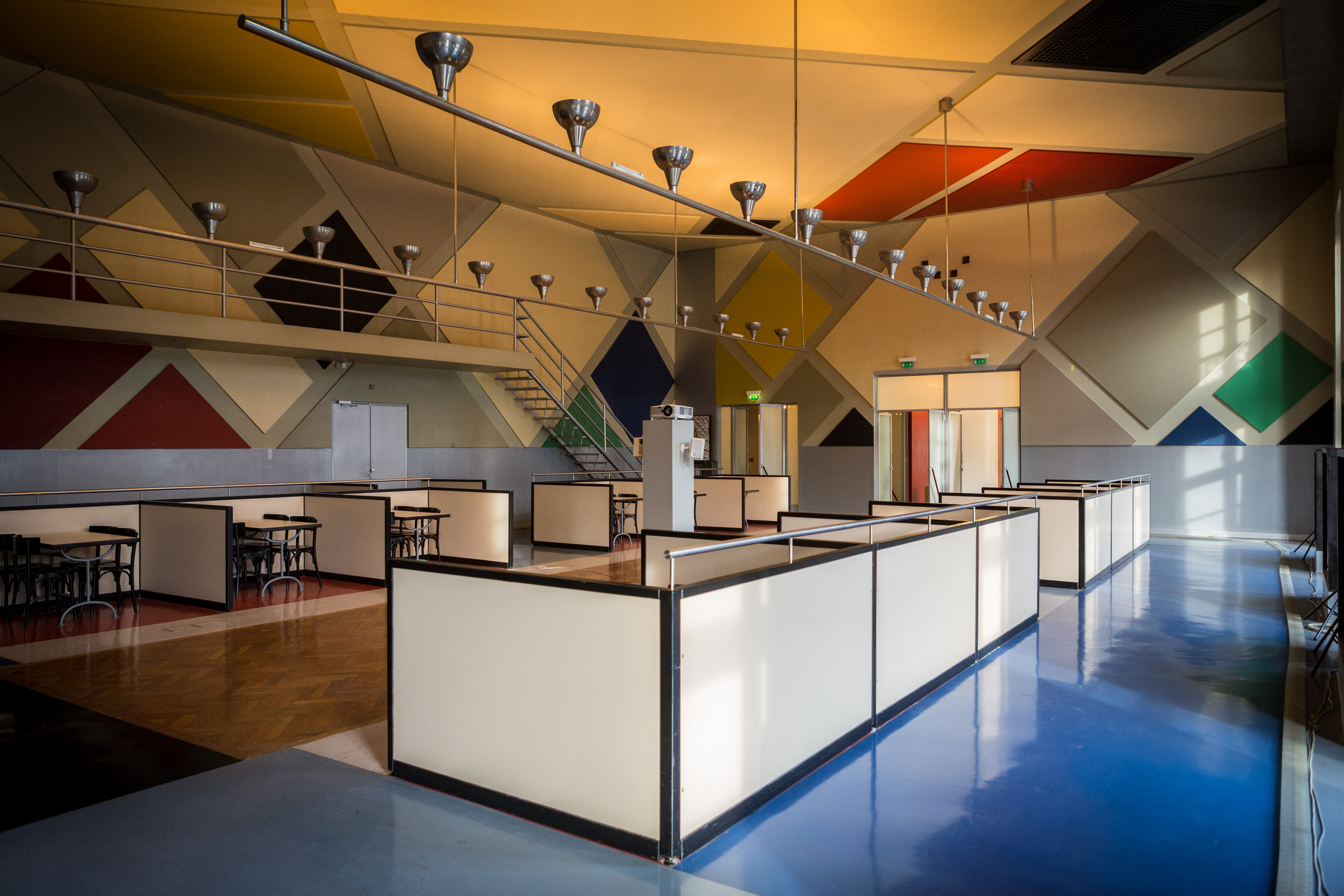
Ciné-bal : vue vers l'est.
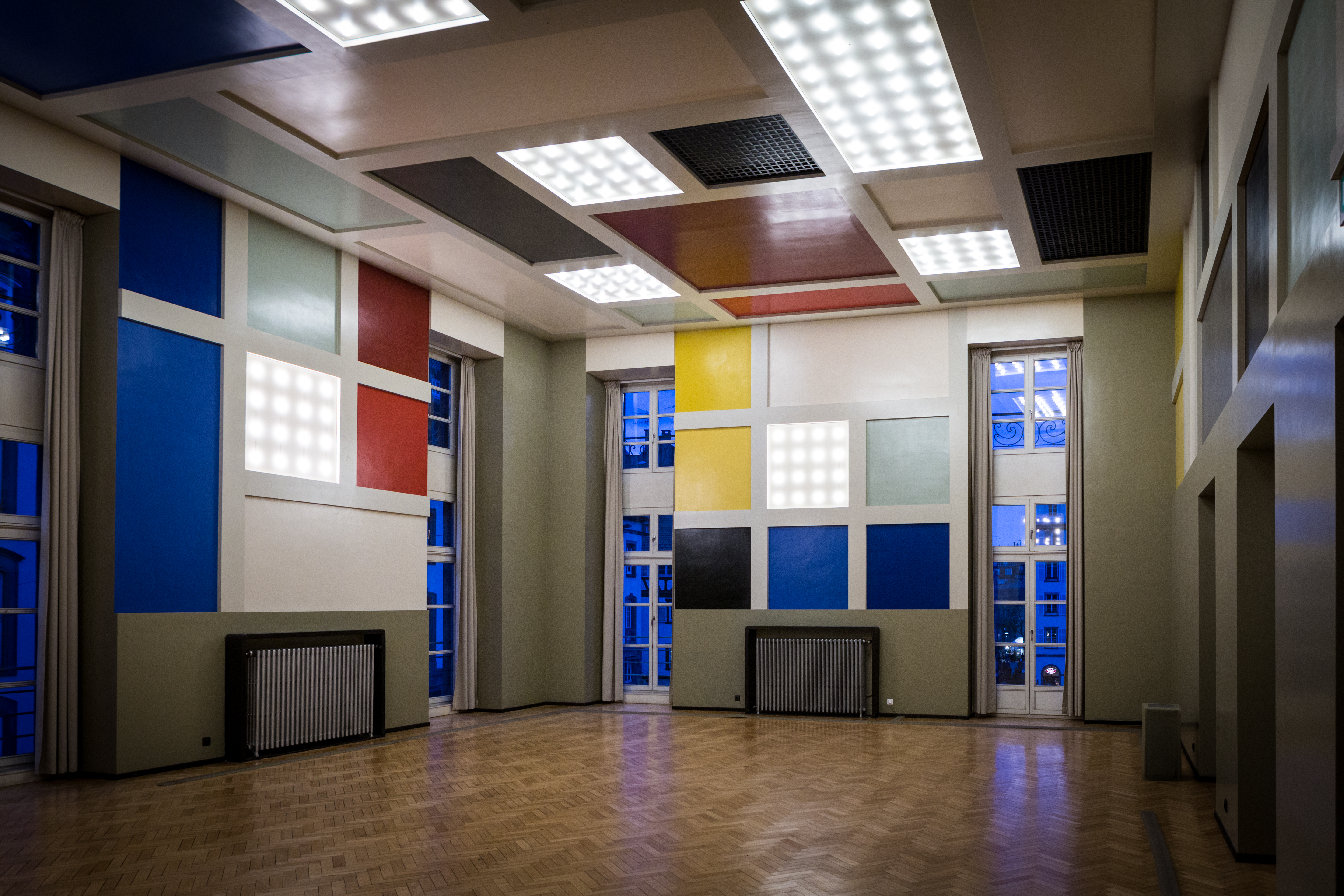
Salle des fêtes.
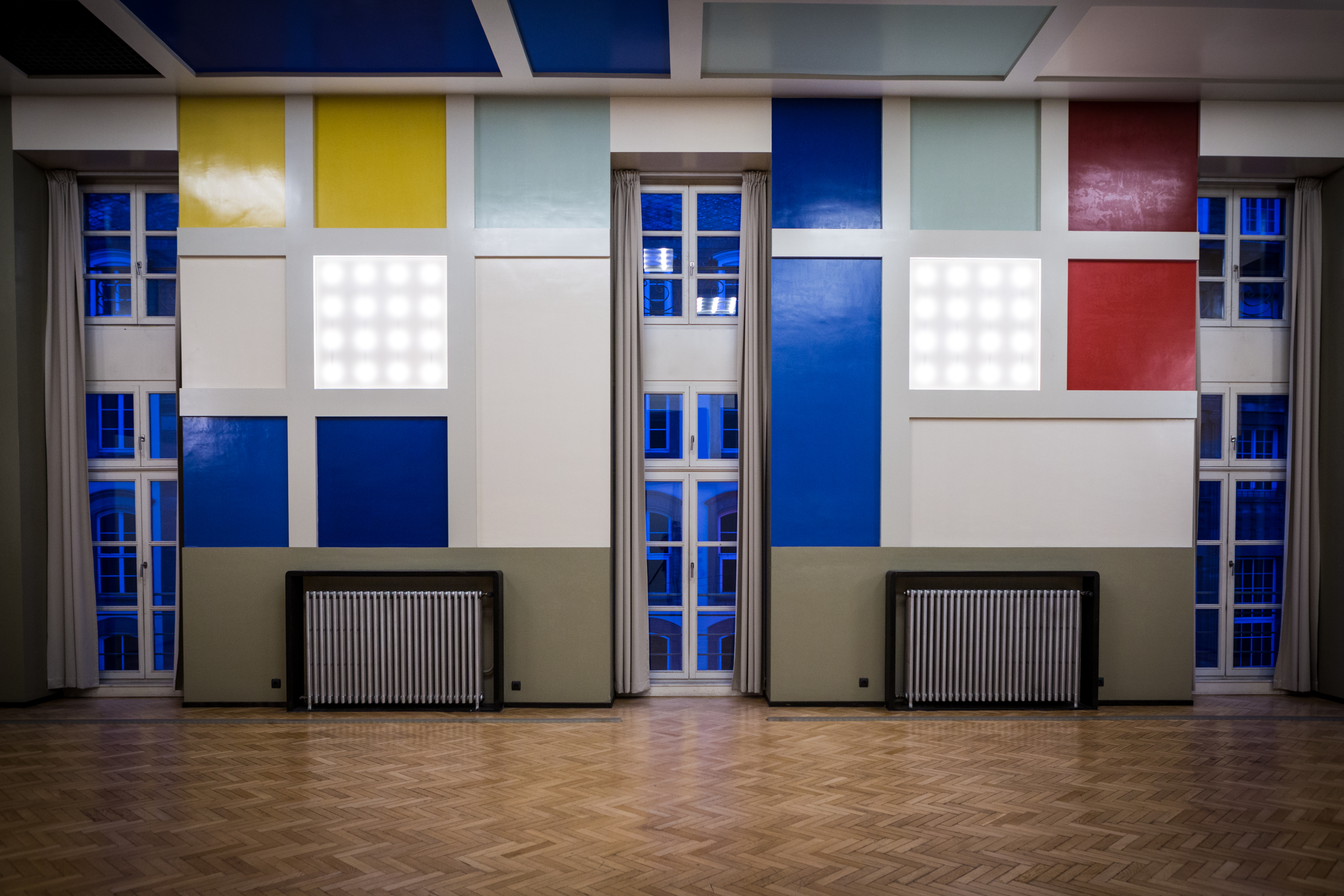

La restauration de la salle de ciné-bal s'effectue de 1985 à 1994. De 2004 à 2006, une seconde campagne de restauration permet de remettre à neuf l'escalier d'accès au premier étage, la salle des fêtes et le foyer-bar.
L'aile gauche du bâtiment, indépendante du complexe de loisirs, a été transformée en un espace commercial, qui a ouvert ses portes en septembre 2008.

## Visites
L'Aubette fait partie des musées de la ville de Strasbourg, sous le nom d'Aubette 1928. Elle se visite gratuitement du mercredi au samedi de 14 h à 18 h. Le bâtiment peut aussi être visité les jeudis et vendredis matin pour les scolaires sur inscription auprès du Service éducatif des Musées.
L'Aubette est aussi louée pour l'organisation d'événements privés.